# Boncza Berta

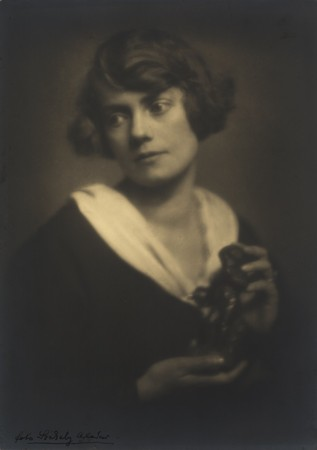
Székely Aladár fényképe Boncza Bertáról

Désfalvi Boncza Berta (Boncza Berta Bimbi, költői nevén Csinszka) (Csucsa, 1894. június 7. – Budapest, 1934. október 24.) költőnő, emlékiratíró.

## Élete
Apja Boncza Miklós (1847–1917) országgyűlési képviselő, erdélyi földbirtokos, ügyvéd, aki közel 50 éves korában vette feleségül saját nővérének leányát, az alig 22 éves Török Bertát. Leányát 1910-től négy éven át svájci Lutryben a Le Marronier leány-nevelőintézetben taníttatta, ahonnan a tizenhat éves Boncza Berta túlfűtött hangú leveleivel hódította meg az ekkor Svájcban diákoskodó későbbi erdélyi írót, Tabéry Gézát. Még e románc idején, 1911 novemberében kezdeményezett Berta levelezést Ady Endrével is, de az első személyes találkozásukra csak 1914. április 23-án került sor, amikor a költő ellátogatott Csucsára. Az év május 14-én Lám Béla erdélyi mérnök-író titokban eljegyezte Boncza Bertát, ám a nem egészen egy hónapig tartó mátkaságnak az időközben elmélyülő Ady-szerelem vetett véget. A Csinszka név eredete – szemben a közhiedelemmel – nem Ady leleménye, hanem valójában ő nevezte el Adyt tréfából „lengyel nemesi néven” Csacsinszkynek, röviden Csinszkynek. Erre született válaszul a Csinszka ragadványnév, amelyet aztán  megtartott Ady halála után is. Ady Csinszka-versei 1914. július 1-jétől kezdtek megjelenni a Nyugatban. Bár édesapja határozottan ellenezte, Csinszka 1915. március 27-én Budapesten hozzáment Ady Endréhez. Boncza Miklós halálával megörökölték a Veres Pálné utca 4. sz. alatti lakást, ahová 1917 őszén költöztek be. Ma az egykori lakás helyén működik a Petőfi Irodalmi Múzeum Ady-emlékszobája. Ady Endre halála után, 1919 kora tavaszától Babits Mihállyal tartott fenn egy évig szerelmi kapcsolatot. 1920 augusztusában házasságot kötött Márffy Ödön festőművésszel. Negyvenévesen, 1934. október 24-én hunyt el agyvérzés következtében.

## A múzsa

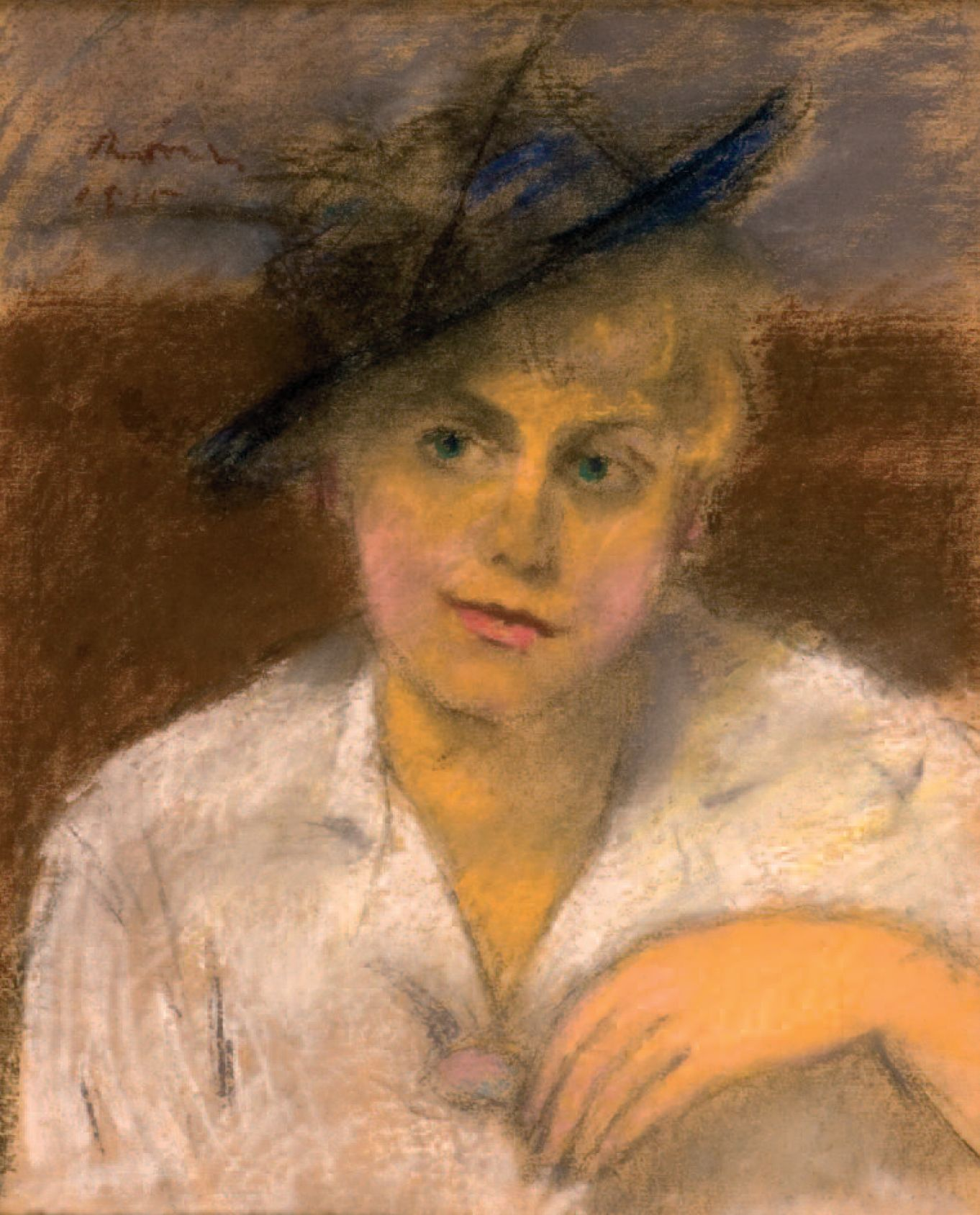
Rippl-Rónai József festménye, 1915

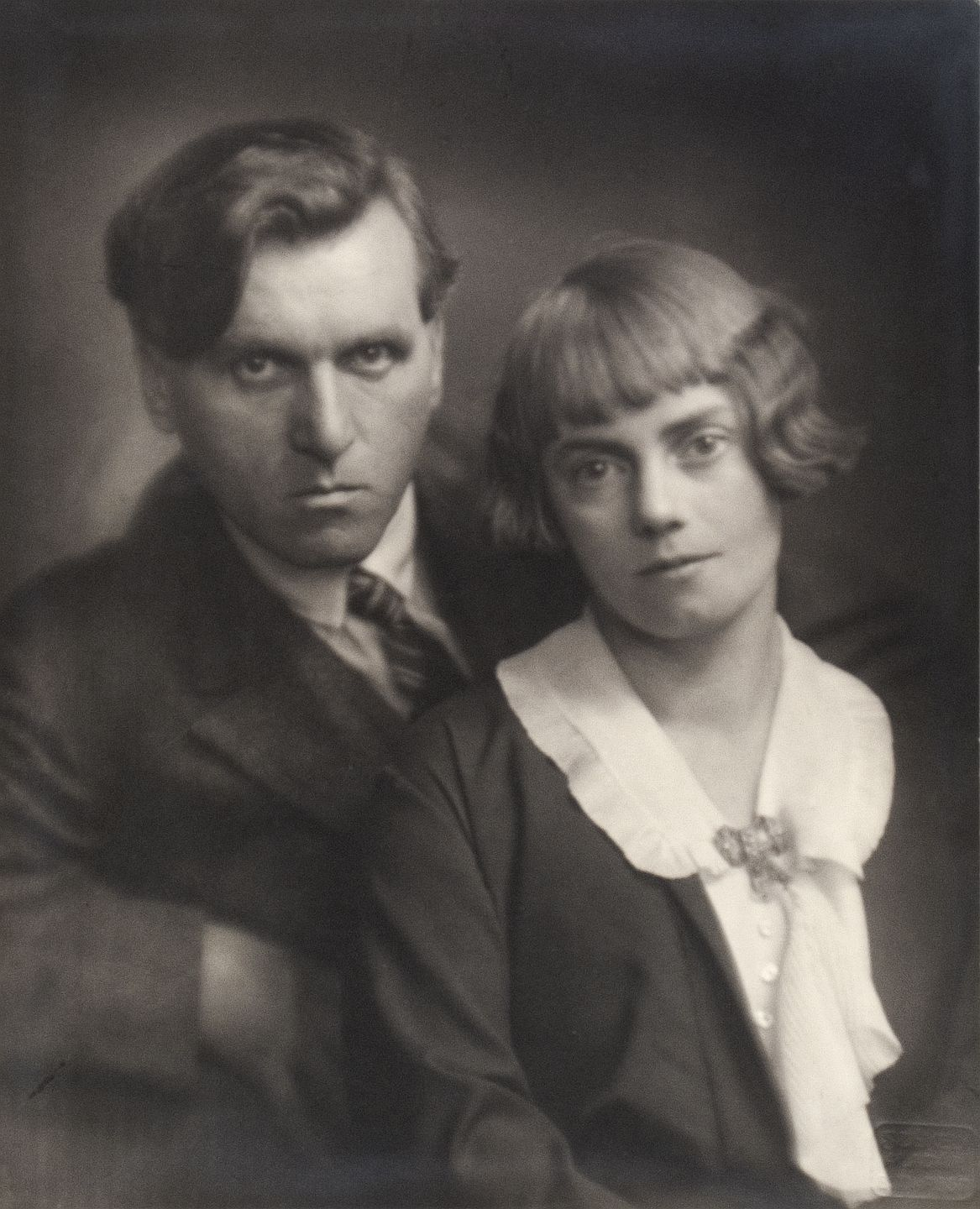
Márffy Ödön és Boncza Berta

Csinszka a XX. század eleji múzsatípus jellegzetes alakja. A korszak hasonló, több művészt inspiráló hölgyei közül leginkább Alma Mahlerhez lehet hasonlítani. Akárcsak Alma, Csinszka is számos művészeti ágban kipróbálta magát: komolyan foglalkozott képzőművészettel, még Kernstok Károly szabadiskoláját is látogatta egy időben. Verseket, novellákat, szecessziós hangulatú, irodalmi leveleket írt, elsajátította a fotográfia akkoriban bonyolult technikáját. Ám sem elég tehetség, sem elég szorgalom nem volt benne, hogy valamilyen művészeti ágban valóban jelentőset alkosson. Versei először 1931-ben, önéletrajzi írásai csak jóval halála után, 1990-ben jelentek meg nyomtatásban. Néhány rajza, fényképe köz- és magángyűjteményekben megtalálható. Csinszka valódi tehetsége abban rejlett, hogy személyisége másokat ösztönzött alkotásra. Tabéry Géza kamaszszerelmükről írta a Csucsai kastély kisasszonya című könyvét, Fiaskóval végződő jegyességük történetét Lám Béla önéletrajzi regényében, a Körön kívülben dolgozta fel. Ady Csinszka-versei a költő kései szerelmi lírájának legjelentősebb ciklusa. Babits maga is írt verseket Csinszkához, kapcsolatuk idején is. és akkor is, amikor értesült Márffyné tragikusan korai haláláról. Hullámzó intenzitású viszonyuk történetét már 1921-ben közzétette a Nyugatban megjelent Költészet és valóság című novellájában. Márffy portrék, aktok, jelenetek sorát alkotta róla, a festmények és grafikák száma meghaladja a százat, ezért Márffy ezen alkotó periódusát Csinszka-korszakként szokták nevezni. Megkapó pasztellportrén örökítette meg Csinszkát Rippl-Rónai József is, Móricz Zsigmond pedig a Tündérkert (1922) c. regényének kis boszorkányát mintázta róla.
Csinszka nem a saját verseiből él igazán, hanem azokban az örök poémákban él, melyek általa születtek akkor, amikor Ady már a halottak élén állott.

## Művei

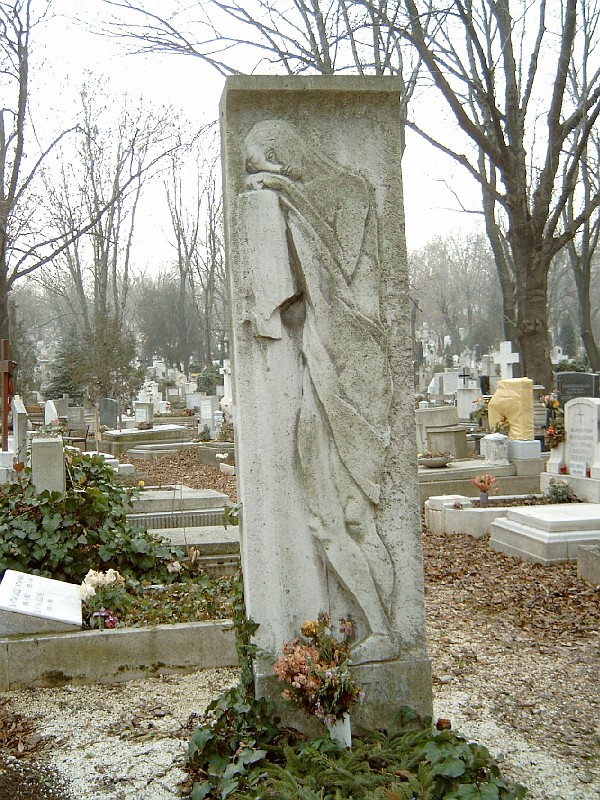
Boncza Berta (Csinszka) sírja Budapesten. Farkasréti temető: 7/4-1-25, Vilt Tibor alkotása

- Csinszka versei, bev. Vészi József, ill. Márffy Ödön (1931)
- Vallomás a csodáról (önéletrajzának Adyval való megismerkedéséről és házasságukról szóló részlete), Nagyváradi Napló 1932. január 1. 1977-ben Ruffy Péter 22 folytatásban dolgozta fel a kiadatlan memoárt (Csinszka és Ady. Magyar Nemzet, Budapest, 1977.január 30. – március 20.)
- Életem könyve, kiadó B. Lukáts Júlia, utószó Benedek István (1990)[14]

## Emlékezete
- Csinszka (televíziós film, 1987) rendezte: Deák Krisztina
- A másik Csinszka. Márffy Ödön múzsája (kiállítás) Debrecen, MODEM, 2010. február 25. – május 23. (június 20-áig meghosszabbítva)[15]
- Márffy és Csinszka. Márffy Ödön festészete a két világháború között. Balatonfüred, Vaszary-villa 2010. november 20. – 2011. április 24.